# Guioa myriadenia
Guioa myriadenia är en kinesträdsväxtart som beskrevs av Ludwig Radlkofer. Guioa myriadenia ingår i släktet Guioa och familjen kinesträdsväxter. Inga underarter finns listade i Catalogue of Life.